# Expektans
Expektans betyder väntan, i betydelsen väntan på ett ämbete eller en tjänst. 
I Sverige utfärdades i äldre tid vederbörliga brev eller fullmakter på en viss tjänst i expektans, det ville säga att tjänsten skulle erhållas, sedan den blivit efter viss person ledig. Redan i slutet av 1800-talet var detta förfarande inom svensk administration allmänt avskaffat och kvarstod endast i fråga om hovsysslor och befattningar inom Kunglig Majestäts orden.